# Wachtliella persicariae
Wachtliella persicariae är en tvåvingeart som först beskrevs av Carl von Linné 1767. Arten ingår i släktet Wachtliella och familjen gallmyggor. Inga underarter finns listade i Catalogue of Life.
Arten orsakar gallbildning på stor ormrot (Bistorta officinalis) och ormrot (Bistorta vivipara) samt på vattenpilört (Persicaria amphibia), bitterpilört (Persicaria hydropiper), pilört (Persicaria lapathifolia) och åkerpilört (Persicaria maculosa). Den förekommer i stora delar av Europa.